# Hesperapis nigerrima
Hesperapis nigerrima är en biart som först beskrevs av Cockerell 1932.  Hesperapis nigerrima ingår i släktet Hesperapis och familjen sommarbin. Inga underarter finns listade i Catalogue of Life.